# Entoloma pallens
Entoloma pallens är en svampart som först beskrevs av René Charles Maire, och fick sitt nu gällande namn av Arnolds 1982. Entoloma pallens ingår i släktet Entoloma och familjen Entolomataceae.  Arten är reproducerande i Sverige. Inga underarter finns listade i Catalogue of Life.